# "Paulí" Lluís Pérez Calvo

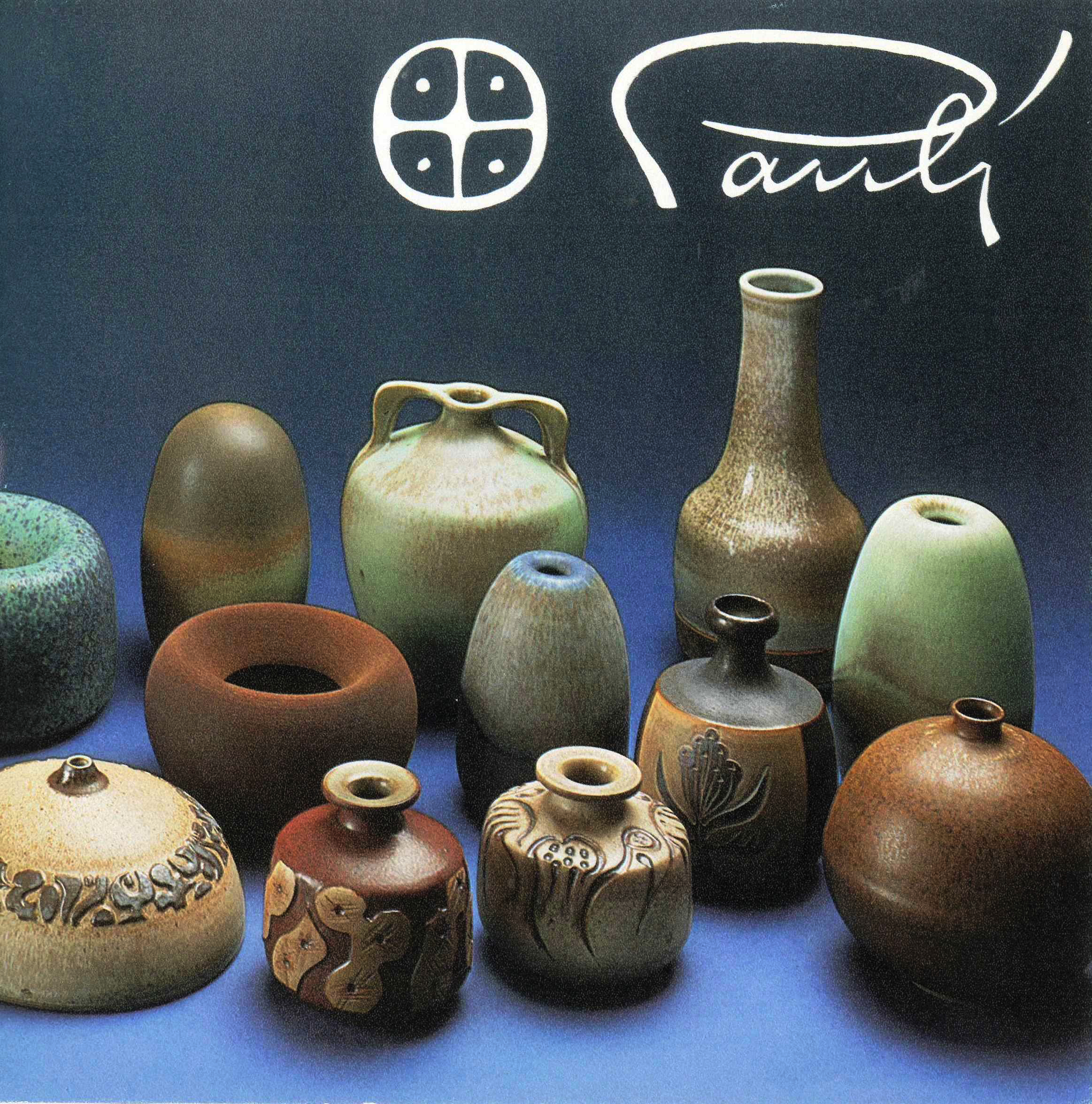

Lluís Pérez Calvo «Paulí» (Barcelona, 20 de maig de 1930 - Manresa, 15 d'octubre de 2016).
El 1947, va ingressar al Monestir de Montserrat, quan n'era abat Aureli Maria Escarré. El nom de Paulí el va triar quan va ingressar al monestir, i ja el va conservar sempre. Mentre s'estava a Montserrat va seguir estudis a l'Escola Massana, i l'any 1962 va crear el taller de ceràmica blava del monestir. El 1966, a causa de discrepàncies amb el sector més conservador i dominant del monestir, ell i set monjos més es van traslladar al Conflent i van refundar la comunitat benedictina de Sant Miquel de Cuixà, substituint els cistercencs de l'Abadia de Fontfreda que s'hi havien instal·lat el 1919.
Va utilitzar també molt el gres, tan tornejat com modelat o per fer plafons. Es va dedicar també als murals, entre els quals destaca el que va fer entre el 2003 i el 2005 per a l'església de Santa Rosa de Lima, a San Antonio (Texas), un immens retaule de 8 x 11 metres. L'any 2011 l'Ajuntament de Sant Joan de Vilatorrada li va retre un homenatge.